# Противораковая вакцина Уильяма Коли
Противораковая вакцина Уильяма Коли — вакцина на основе бактерий Streptococcus pyogenes группы А и Serratia marcescens, которая была создана в конце XIX века американским хирургом-онкологом Уильямом Коли (1862—1936) для лечения людей, больных онкологическими болезнями. Известна также как «вакцина Коли», «токсины Коли», «флюиды Коли».
Доказательства эффективности "вакцины Коли" для лечения рака отсутствуют, а ее применение может иметь серьезные побочные эффекты.

## Механизмы действия вакцины
Во времена Вильяма Коли ещё не существовало знаний, которые позволили бы понять его результаты. Сам Вильям Коли считал, что при введении вакцины в организме человека начинают образовываться «токсические факторы», вредные для опухолевых клеток и щадящие для нормальных типов клеток. В то время как современники Вильяма Коли обсуждали достоверность полученных им результатов, его метод обозначил новую научную область в иммунологии. Новое развитие метод Вильяма Коли получил вместе с развитием иммунологии, которая показала, что его принципы были верными и некоторые виды злокачественных новообразований действительно чувствительны к усиленному иммунному ответу. В настоящее время наиболее активно изучается биохимия взаимодействия бета-гемолитического стрептококка группы A (S. pyogenes) с клетками иммунной системы.

### Толл-подобные рецепторы(ТПР) и цитокины
Одним из активных компонентов вакцины считаются липополисахариды клеточной стенки бактерий, которые вызывают гипертермию. Это приводит к активации лимфоцитов и выделению факторов некроза опухоли. Цунг и Нортон сообщают, что активным веществом, которое вырабатывает сам организм в ответ на введение вакцины, скорее всего являются интерлейкины-12.

### Патоген-ассоциированный молекулярный паттерн (ПАМП)
Недавно было предложено иммунологическое объяснение, которое объединило данные иммунологических исследований и случаи спонтанного выздоровления от рака и эпидемиологические данные, которые указывают на то, что вероятность развития рака снижается после перенесённой инфекции. Согласно данной гипотезе антигены, продуцируемые некоторыми видами бактерий, вирусов и грибов, но не человеческой тканью, называются «патоген-ассоциированным молекулярным паттерном», который запускает активацию и дифференцировку дендритных клеток (которые презентируют малигнантные клетки). Считается, что среди таких ПАМП основную роль играет неметилированный сайт CpG, обнаруженный в бактериальной ДНК. Данный сайт распознается Толл-подобными рецепторами-9, что вызывает сильную стимуляцию активности Т-помощников, которые усиливают иммунный ответ и способствуют уничтожению малигнантных (раковых) клеток.

### Дендритные клетки
Установлено, что важнейший противораковый механизм вакцины на основе Streptococcus pyogenes связан с ускорением созревания дендритных клеток. Установлено, что активация дендритных клеток вызывается взаимодействием ТПР-9 с фрагментами ДНК Streptococcus pyogenes. При этом дендроциты начинают активно вырабатывать интерлейкин-12 и гамма-интерферон, увеличивают экспрессию антигенов (CD40, CD80, CD83, CD86), молекул клеточной адгезии (ICAM-1) и индуцируют появление цитотоксических лейкоцитов со специфической противоопухолевой активностью. Таким образом, компоненты клеток Streptococcus pyogenes активируя дендритные клетки организма человека, стимулируют специфический противораковый иммунитет.

### Противоопухолевый белок SAGP
Это гликопротеин, который был выделен из экстракта Streptococcus pyogenes. Секвенирован ген, кодирующий белок SAGP и определена его молекулярная масса — 140—150 кДа. Было установлено, что данный белок, действуя на опухоль напрямую, угнетает митотическую активность опухолевых клеток и вызывает их апоптоз. Эти эффекты опосредуются иммуномодулирующими свойствами белка SAGP.

### Стрептокиназа и протеолитические ферменты
Хелена Коли высказывала мнение, что один из механизмов, объясняющих противораковый эффект вакцины Коли, может быть связан со стрептокиназой. Данный фермент, вырабатывающийся S.pyogenes, при взаимодействии в крови человека с проактиватором плазминогеном, образует плазмин, который активирует систему быстрого фибринолиза и растворяет волокна фибрина в кровяных сгустках и тромбах. Установлено, что система плазмина также оказывает угнетающее действие на рост некоторых типов злокачественных опухолей. Отмечено повышение эффективности химиотерапии в сочетании со стрептокиназой, которая увеличивает чувствительность опухоли к препаратам.
В другой работе in vitro установлено прямое разрушающее действие протеолитических ферментов Streptococcus pyogenes на 4 типа клеток карцином человека. При этом основная противораковая активность обнаружена у экзотоксина B.
Таким образом, можно заключить, что вакцина Коли помимо прямого действия на опухоль, приводила к мощному стимулированию неспецифического иммунитета, а также специфического — противоракового. Данные механизмы требуют дальнейшего изучения. В настоящее время активно разрабатываются вакцины на основе Streptococcus pyogenes. Так в 2005 году вакцина Коли была воссоздана Канадской фармацевтической фирмой MBVax, проводятся её испытания. Кроме того, уже давно существует аналог вакцины Коли — японский препарат пицибанил.

## Доступность
Канадская биотехнологическая компания MBVax Bioscience производит «флюиды Коли» для доклинических и клинических исследований. Частная компания Coley Pharmaceutical Group провела клинические испытания с использованием некоторых фрагментов ДНК-последовательностей бактерий, которые могут отвечать за противораковый эффект «вакцины Коли». Данная компания была куплена компанией Pfizer в декабре 2008 года. Компании Pfizer и Sanofi-Aventis заинтересованы в разработке современного состава «вакцины Вильяма Коли».

## Комментарии
1. ↑  Под термином «токсины Коли» чаще понимаются {{подст:АИ2|токсины, производимые бактериями Escherichia coli|21|03|2022}}.